# North American F-100 Super Sabre
El North American F-100 Super Sabre fue un cazabombardero monomotor de reacción fabricado por la compañía estadounidense North American Aviation durante los años 1950 a partir del North American F-86 Sabre. Fue el primero de una serie de aviones de combate supersónicos denominada Century Series que obtuvo gran protagonismo durante la guerra de Vietnam, donde se enfrentó a los modelos soviéticos Mikoyan-Gurevich MiG-17 y MiG-19 de similares características.
Además de en la Fuerza Aérea de los Estados Unidos, el Super Sabre formó parte de las fuerzas aéreas de Francia, Dinamarca, Turquía y de la República de China.
Utilizado ampliamente en Vietnam como cazabombardero, al principio en metal natural con vistosos decorados, y al final en camuflaje, con el mínimo de marcas, también fue utilizado por la Guardia Aérea Nacional de Estados Unidos, Francia y Turquía.

## Diseño y desarrollo
Los trabajos acerca de una versión supersónica del F-86 Sabre se iniciaron en febrero de 1949, cuando la North American Aviation efectuó unos estudios para dotar al diseño básico del Sabre con un ala en flecha de 45°. Estudios posteriores llevaron a la conclusión de que se necesitaba también rediseñar la toma de aire, además de usar un motor mucho más potente. La División Allison de la General Motors ofreció un motor J35 mejorado, de 4077 kg de empuje, casi el doble que el motor J47 de los Sabre. En tanto, la General Electric propuso una versión avanzada del J47, de 4260 kg en seco y 5890 kg con postcombustión. Para entonces, el motor con posquemador era lo más avanzado en propulsión para aviones militares; el consumo de combustible era alto, pero las prestaciones a grandes alturas podrían llegar a ser supersónicas.
El 14 de septiembre de 1949, la North American decidió concentrar sus esfuerzos en el desarrollo de una versión avanzada del interceptor todo-tiempo F-86D, con el fin de dotarlo de prestaciones supersónicas. Este avión estaba propulsado por la versión avanzada del J47, propuesto por la General Electric. Gracias a esto, su velocidad máxima era de Mach 1,03 a 10 600 m de altitud. Se le conoció como Advanced F-86D. No obstante, la Fuerza Aérea rechazó este proyecto y continuó con la idea de contar con un caza diurno. La North American propuso el Advanced F-86E, caza diurno de altas prestaciones. Esta aeronave apareció en enero de 1951, y era similar en muchos aspectos al Advanced F-86D, con un radomo en la toma de aire frontal y ala en flecha. Este concepto también fue desechado por la USAF, que quería un caza de superioridad aérea de mayor velocidad.

### Sabre 45
El siguiente proyecto de la North American fue el Sabre 45 ("45" por el ángulo en flecha del ala). Este modelo combinaba los rasgos más notables de los Advanced F-86D y Advanced F-86E, y estaba propulsado por un motor Pratt & Whitney J57-P-1, de 6795 kg de empuje con poscombustión. Su velocidad máxima se estimaba en Mach 1,3 (1376 km/h) a 10 600 m de altitud, y un radio de combate de 1072 km. Su peso en combate sería de 10 758 kg, con un armamento compuesto por cuatro cañones T-130 de 20 mm. El Sabre 45 resultó interesante para la Fuerza Aérea: mandó construir dos prototipos, a fin de usarlos como bancos de pruebas aerodinámicos para el desarrollo del caza supersónico y para probar armamento. 
En octubre de 1951, la Fuerza Aérea ordenó desarrollar la propuesta del Sabre 45 como un caza diurno de bajo coste operativo. Con el estallido de la guerra de Corea aumentó la tensión entre las superpotencias, y el Sabre 45 debía pasar por un rápido programa de desarrollo para entrar en servicio lo más pronto posible. El problema era que, en Corea, cazas estadounidenses se habían enfrentado con los Mikoyan-Gurevich MiG-15 norcoreanos y chinos pilotados por rusos. La USAF empleó estos combates para obtener los fondos para su nuevo caza.

### F-100A

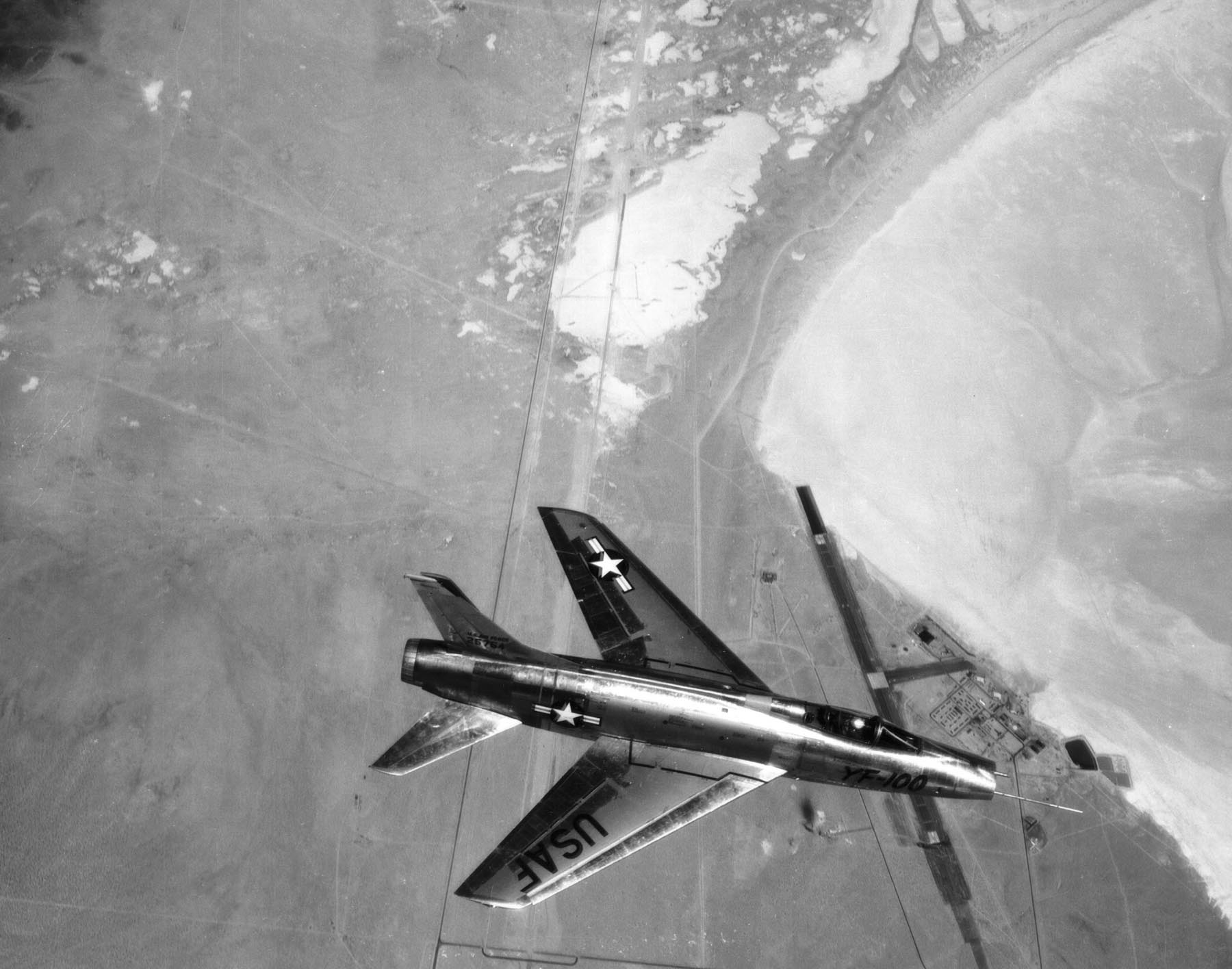
Prototipo YF-100.

El 7 de noviembre de 1951, la designación de la aeronave pasó a ser F-100A, debido a las extraordinarias capacidades de la aeronave, respecto al Sabre original. El F-100A fue el primero de la serie de los Cazas de la Centuria (Century Fighters, denominación asignada a estas aeronaves de combate supersónicas norteamericanas de primera generación, cuya numeración excede el 100). El pedido inicial por parte de la USAF fue por 110 aviones de producción F-100A.
La North American empezó a trabajar en el F-100A el 20 de noviembre de 1951, bajo la designación NA-192. El 3 de enero de 1952, la compañía firmó el contrato para la construcción de dos prototipos YF-100, conocidos como NA-180 por la compañía. Posteriormente, el 11 de febrero, se firmó el contrato por la producción de 23 aviones de serie F-100A.
En tanto, se comenzaron a diseñar los prototipos YF-100. Los diseñadores se esforzaron por eliminar el efecto conocido como la Danza del Sabre, una inestabilidad que causó anteriormente muchos accidentes en los F-86. Durante la etapa final del diseño, se añadieron cambios importantes y se incrementó la potencia. La toma de aire se adaptó para el vuelo supersónico, operando de tal manera que el flujo de aire ingrese al motor a velocidades óptimas para su funcionamiento. La relación espesor/cuerda de los planos de cola vertical y horizontales disminuyó a 0,035; la relación espesor/cuerda del ala era de 0,082, comparado con los 0,10 del F-86. Se optó por planos horizontales de cola completamente móviles, que permitían un completo control de maniobra durante la aceleración transónica, de Mach 0,8 a Mach 1,2. Asimismo, la tobera de salida del flujo del motor se hizo móvil para dirigir el flujo. Se optó por no instalar depósitos de combustible en las alas, usándose solo el combustible de los depósitos internos del fuselaje, que sumaban un total de 750 galones estadounidenses, y dos depósitos lanzables opcionales, con un total de 275 galones estadounidenses. La estructura de la aeronave llevaba gran cantidad de titanio, debido a la resistencia de este metal respecto al aluminio y su peso menor al hierro; en efecto, durante 1954, la North American usó en la producción del F-100 el 80% del titanio producido por Estados Unidos. El armamento inicial estaba constituido por cuatro cañones T-160 (después M39), dos a cada lado del fuselaje, por debajo de la cabina del piloto. El motor del YF-100A era el turborreactor Pratt & Whitney J57-P-7, de 4176 kg en seco y 6704 con poscombustión. Tantos fueron los cambios durante la última etapa de diseño, que la designación del modelo final fue YF-100A. En agosto de 1952, la USAF autorizó la construcción de 250 F-100A adicionales.

### YF-100A
El 26 de agosto de 1952, la Fuerza Aérea aumentó la orden de producción a 273 aviones. El primer YF-100A (52-5754) estuvo listo el 24 de abril de 1953; éste fue trasladado en total secreto desde la factoría en Los Ángeles hasta la Edwards AFB. El avión efectuó su primer vuelo el 25 de mayo de 1953, con el piloto de la casa George S. Welch a los controles, superando la barrera del sonido. El 6 de julio, el YF-100A logró Mach 1,44 en vuelo en picado desde 15 455 metros. Posteriormente, la USAF tomó la decisión de dar inicio a la producción en serie de inmediato, obviando una fase de pruebas larga, y sin saber que eso traería consecuencias para el avión operativo. Los problemas de baja visibilidad en los despegues y aterrizajes, la estabilidad longitudinal a baja velocidad y las repentinas pérdidas de control fueron la maldición de este primer Caza de la Centuria.
La fase de pruebas culminó el 15 de septiembre de 1953, después de solo 39 vuelos, que sumaron un total de 19 horas con 42 minutos. El segundo YF-100A (52-5755) efectuó su primer vuelo el 14 de octubre de 1953. Para entonces, la USAF estaba decidida en superar la marca mundial de velocidad para un avión de reacción, que entonces pertenecía al Douglas XF4D-1 Skyray, con 1205 km/h. El 29 de octubre de 1953, el prototipo YF-100A logró 1208,23 km/h a 30 m del suelo, con Frank K. (Pete) Everest a los controles, marca oficial aceptada por la Federación Internacional de Aeronáutica (FAI).

## Historia operacional

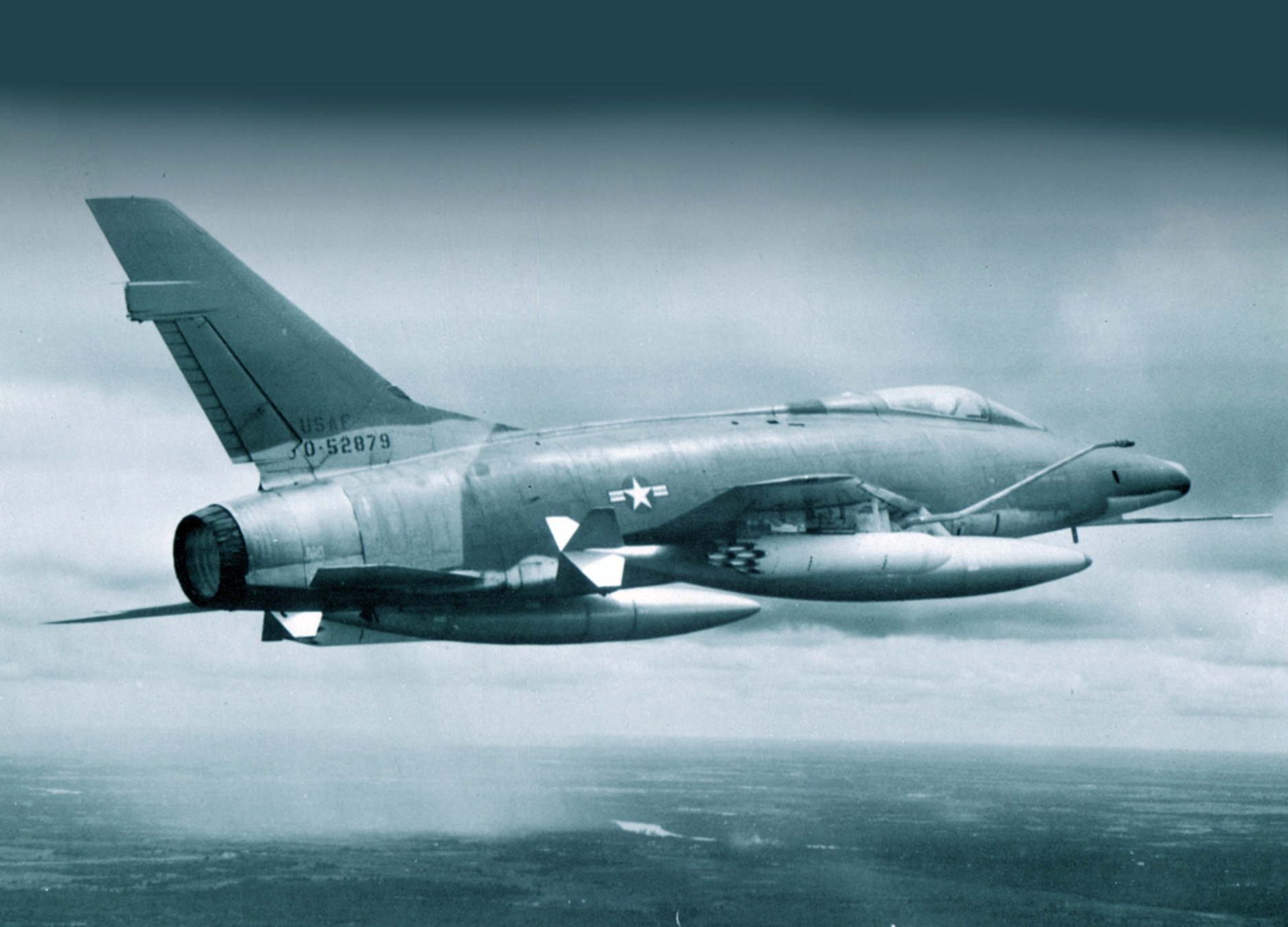
F-100D Super Sabre.

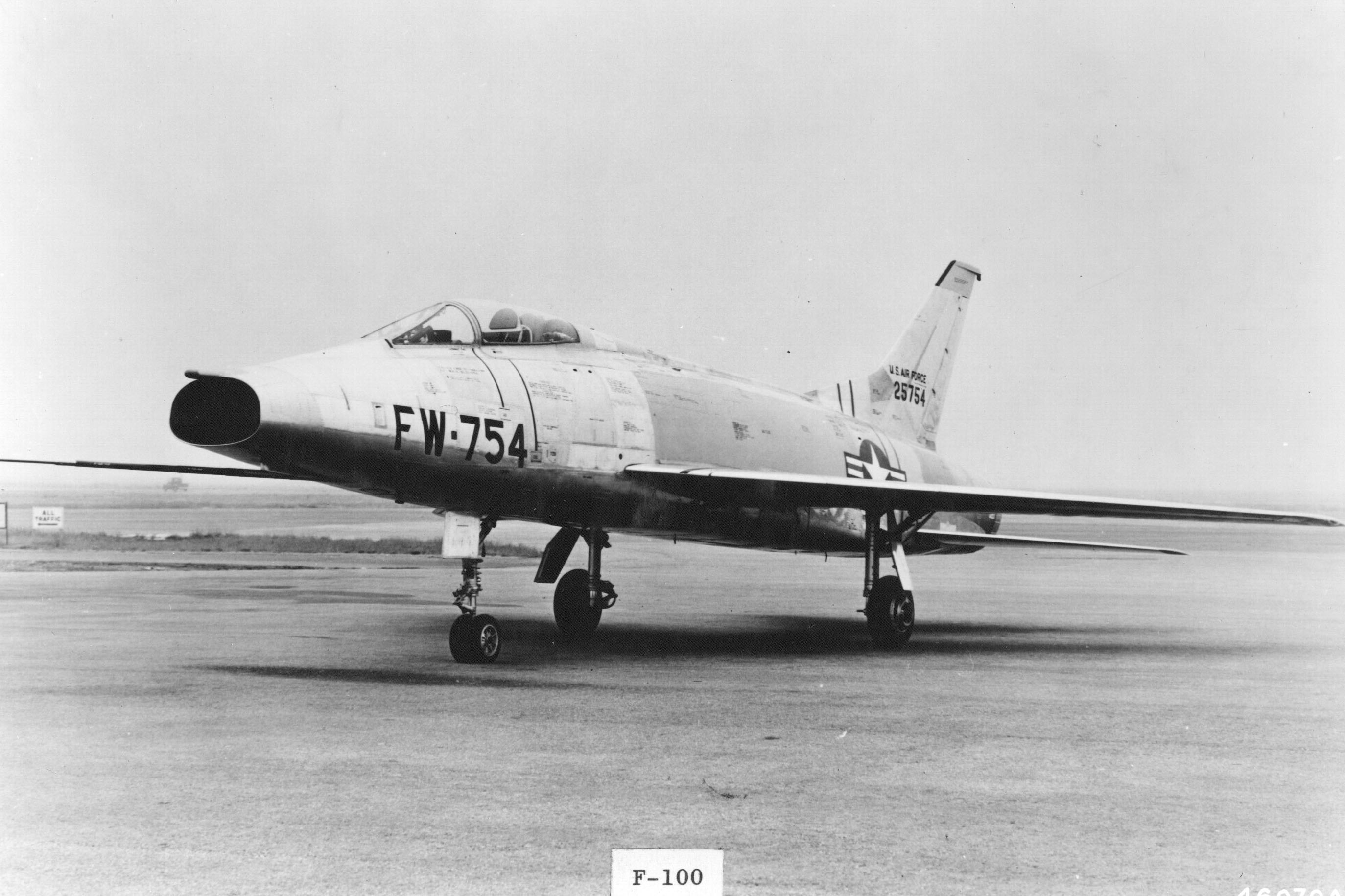
Prototipo del YF-100A (serial number: 52-5754).

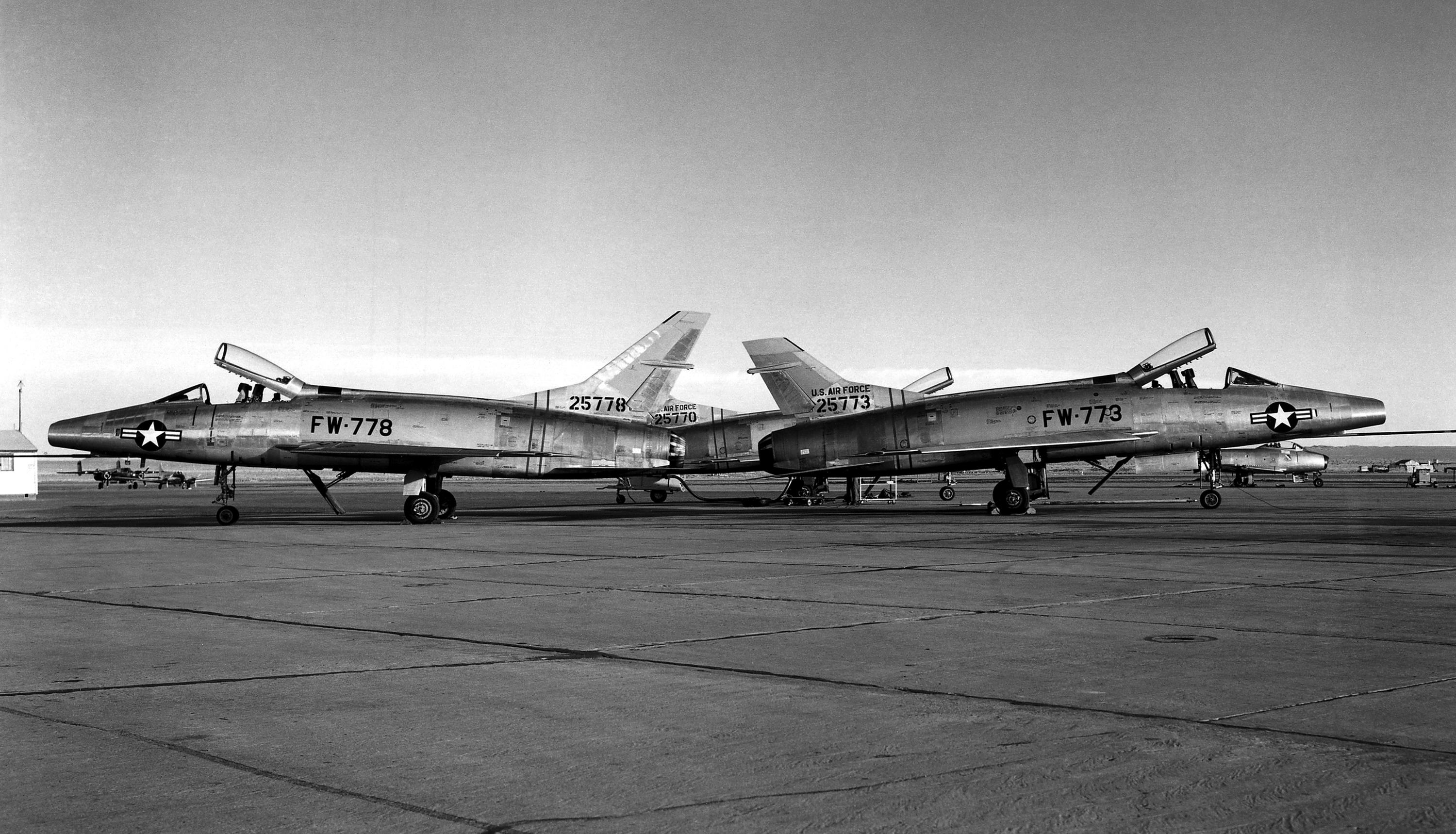
Diferentes aletas de cola del F-100A, 1955.

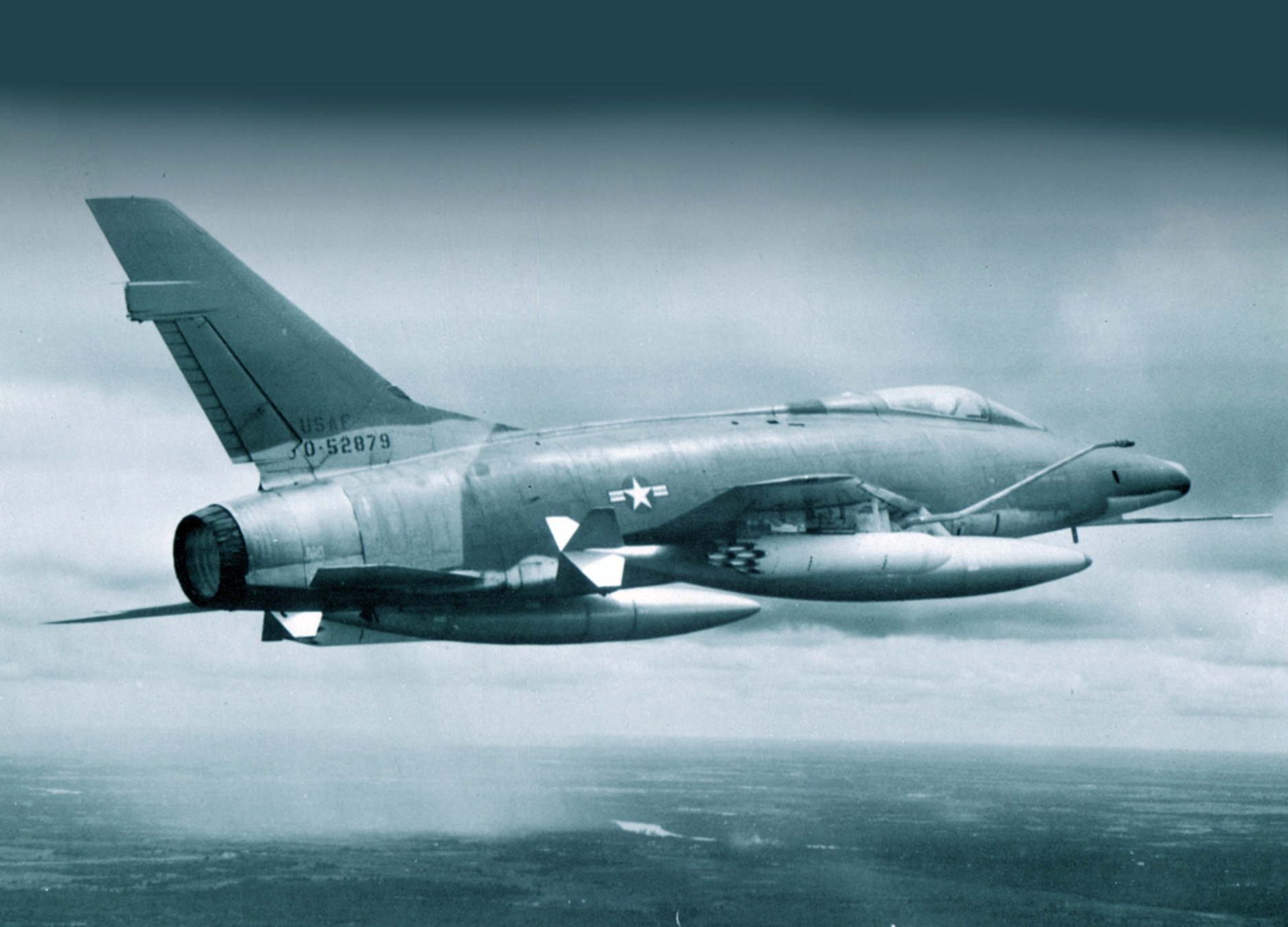
F-100D-50-NH.

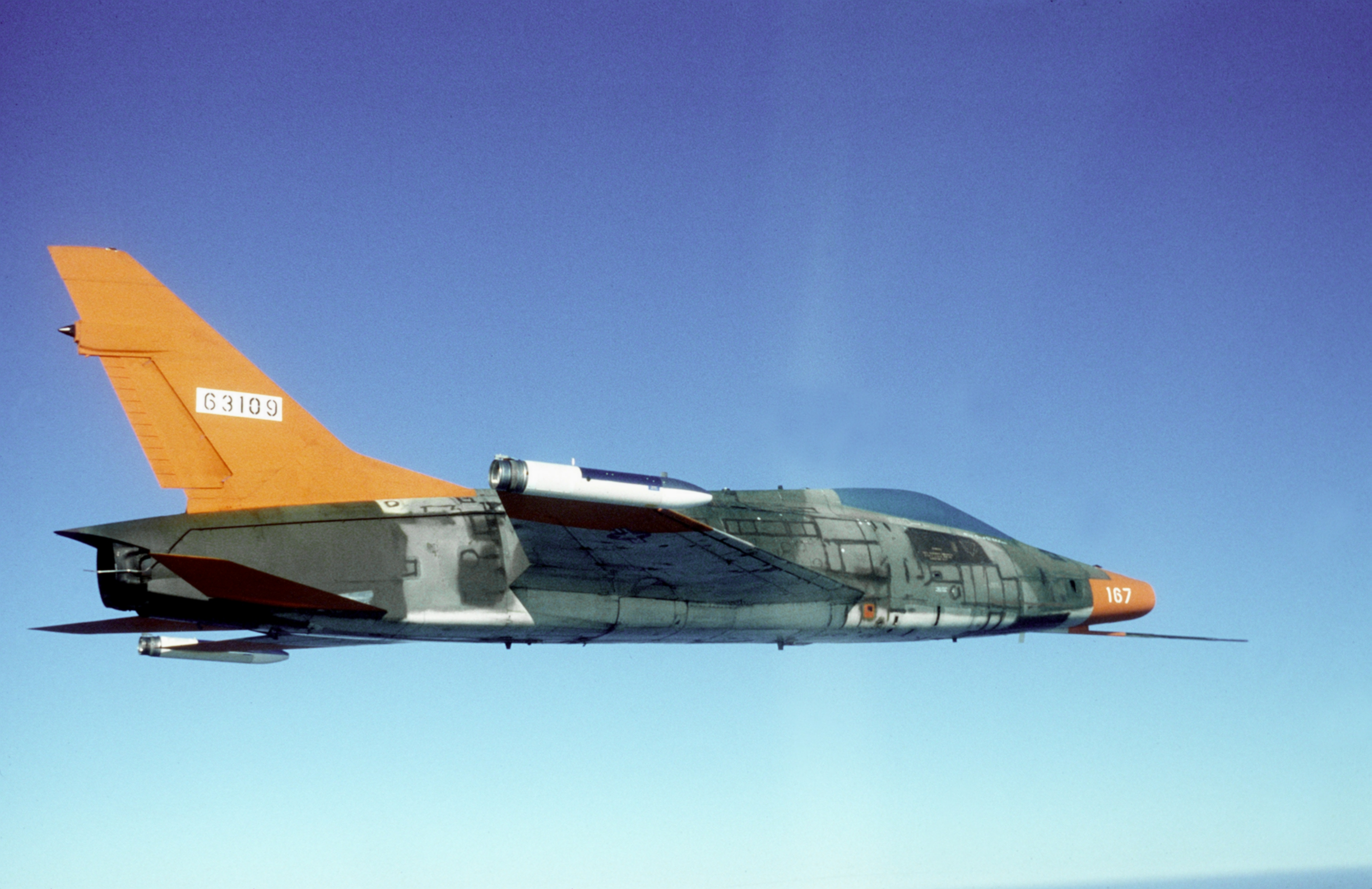
Un dron sin piloto QF-100D cerca de la Tyndall Air Force Base, Florida, en 1986.

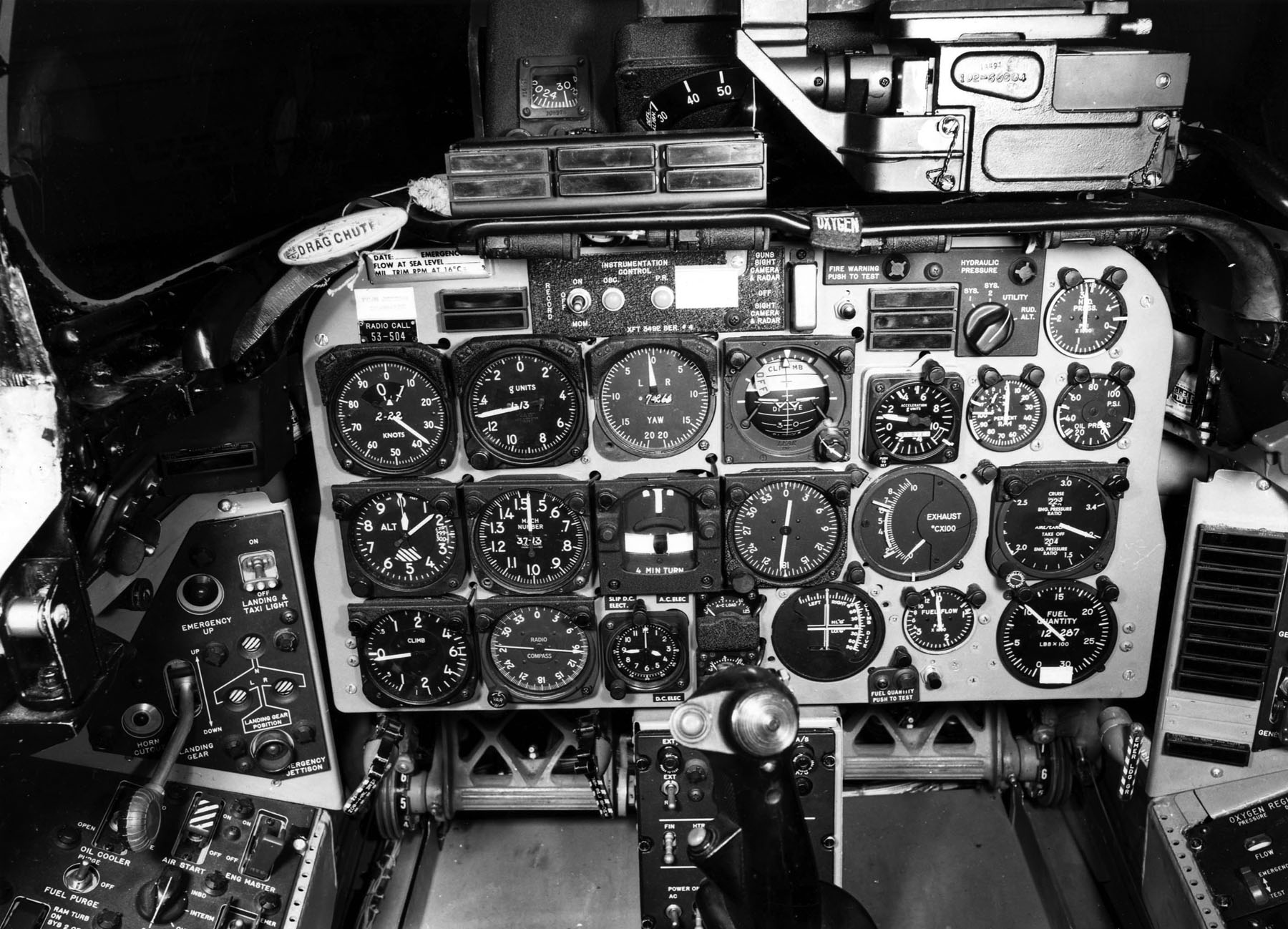
Cabina del modelo D, panel de instrumentos.

### Estados Unidos
El F-100A Super Sabre (NA-192) fue el primer modelo de producción; el primero (52-5756) fue terminado el 25 de septiembre de 1953, y efectuó su vuelo inaugural el 29 de octubre, con George Welch a los mandos. El F-100A tiene como función la superioridad aérea como caza diurno, y se asignó en reemplazo de los F-86A/E/F de la guerra de Corea. Su armamento consiste en cuatro cañones Pontiac M-39 de 20 mm, con una cadencia de fuego de 1500 disparos por minuto y velocidad de salida del  proyectil de 1000 m/s.
Hacia  finales de noviembre de 1953, los tres primeros F-100A fueron desplegados en la base aérea de George AFB, siendo puestos en servicio con el 436 Escuadrón de Cazas Diurnos y el 479 Grupo de Cazas Diurnos del Mando Aéreo Táctico (TAC). Este grupo fue operacional con el F-100A el 29 de septiembre de 1954. 
A finales de 1953, el Mando Aérea Táctico recomendó desarrollar un Super Sabre con capacidad secundaria como cazabombardero, y debido a estos requerimientos, el 31 de diciembre de 1953, la USAF ordenó que los últimos 70 F-100A fueran modificados con estas características, siendo redesignados F-100C. El cuarto F-100A de producción (52-5759) recibió los cambios y se convirtió en el prototipo del F-100C. La principal modificación fue un aumento en el largo del borde del ala, y esto se consideró suficiente como para los siguientes aviones de producción, partiendo del ejemplar número 101, estuvieran capacitados para efectuar funciones de ataque a tierra. En tanto, el F-100A número 11 introdujo un patín retráctil bajo el fuselaje, en la parte trasera, con el fin de evitar daños durante aterrizajes con gran ángulo de ataque.
El primer desastre del F-100 tuvo lugar el 12 de octubre de 1954, con el veterano piloto de pruebas George Welch; en ese vuelo iba a volar al límite de las prestaciones, efectuado pruebas con altos niveles de g, cuando el avión se desintegró en el aire; el piloto se pudo eyectar, pero el F-100A número nueve (52-5764) se destruyó. Otro accidente, esta vez fatal, tuvo lugar el 8 de noviembre del mismo año, cuando el oficial Geoffrey D. Stephenson, invitado de la RAF británica, perdió el control del F-100A y se estrelló, no alcanzando a eyectarse, en la Eglin AFB. El 9 de noviembre, el mayor Frank N. Emory's, con el F-100A número de serie 52-5771, perdió el control durante una misión de prácticas en Nevada, pudiendo eyectarse.
Después de extensas investigaciones, la solución a los problemas de estabilidad del Super Sabre fue un aumento en al área del plano vertical de cola. Los F-100A fueron dotados de estas modificaciones desde la primavera de 1954, en la factoría en Los Ángeles. Para febrero de 1955, la flota completa estuvo lista para entrar en operaciones con los cambios requeridos. En septiembre de 1955 se produjo la entrada en servicio de este mejorado F-100A, con la 479 Ala de Cazas Diurnos en la George AFB. Posteriormente, el F-100A probaría ser un caza excepcional, siendo muy popular entre los pilotos. En julio de 1955 se entregó el último de 203 F-100A. 
El F-100 empezó a ser retirado de como caza en servicio activo de primera línea en 1958, siendo algunos transferidos a la Guardia Aérea Nacional y otros almacenados en la Nellis AFB. La primera unidad de la Guardia Aérea Nacional (ANG) en recibir el F-100A fue la 188 TFS, en abril de 1958. En 1960, la ANG tuvo un máximo de 70 F-100A en su inventario. A medidos de 1959, 15 F-100A fueron transferidos a la fuerza aérea de la China Nacionalista (Taiwán). Otros 65 fueron vendidos a Taiwán en 1960; después se le suministraron más, operando un total de 118 F-100A, más del 58% de la producción. Este refuerzo se debía a los enfrentamientos aéreos entre los MiG chinos y F-86 de Taiwán en los años anteriores sobre el estrecho de Formosa y a la tensión en la zona (en esos combate se cobraron sus primeras victorias los misiles aire-aire AIM-9B Sidewinder de guía infrarroja).
Cerca de 50 F-100A se perdieron en accidentes. Los fallos nunca se solucionaron del todo y el último F-100A fue retirado de la USAF en 1970. El NACA (posteriormente NASA) recibió un F-100A (52-5778) que fue usado como plataforma para estudios acerca de la estabilidad y el control. En tanto, los F-100D (designados como NA-223, -224, -235 y -245 por el fabricante) fueron versiones mejoradas del cazabombardero F-100C. Fueron los Super Sabre de mayor producción, con 1274 ejemplares.
El F-100D parece haber sido diseñado como caza-bombardero, y no para una función secundaria como caza de superioridad aérea. Dentro de los cambios está un aumento en el área alar a 400,18 pies cuadrados; el F-100D lleva además seis soportes subalares para tanques de combustible desechables, y equipos mejorados, dentro de los cuales se incluye el radar AN/APR-26. El radar AN/APR-25 de adquisición de objetivos de los últimos F-100A se mantuvo. El F-100D estaba equipado además con un piloto automático Minneapolis-Honeywell MB-3, que permitió al piloto ocuparse de la navegación y la ubicación del blanco mientras el avión efectuaba el vuelo por sí mismo. La mejorada electrónica de bombardeo LABS permitió portar bombas nucleares como las Mk 7, Mk 28EX, Mk 28RE, Mk 43, TX-43 y TX-43X1, cuya potencia era de entre uno a diez megatones. Para el cometido del bombardeo nuclear, el F-100 contaba con un sistema de bombardeo a baja altitud (LABS) AN/AJB-1B. Las cargas convencionales podían incluir seis bombas de 750 libras o cuatro de 1000 libras.
El primer F-100D (54-2121) voló el 24 de enero de 1956, pilotado por Dan Darnell. Las entregas a la USAF empezaron en septiembre de 1956, a la 405 Ala de Cazabombarderos con base en la Langley AFB, en Virginia. El nuevo modelo reemplazó rápidamente al F-100C en los demás escuadrones de la Fuerza Aérea. Para finales de 1956, un total de 79 F-100D operaban con el Mando Aéreo Táctico (TAC), y 136 operaban en bases americanas en Japón, Francia y Marruecos.
Como resultado de exitosas pruebas efectuadas con misiles aire-aire AIM-9B Sidewinder de guía infrarroja desde seis F-100C, este sistema de armas se incluyó por vez primera en los F-100D Super Sabre operativos de la 184 Ala de Cazabombarderos. A finales de 1959, 65 F-100D fueron modificados para portar el misil aire-tierra Martin GAM-83A Bullpup. El primer escuadrón de F-100D armado con este misil debutó en Vietnam en diciembre de 1960, pero su acción no fue efectiva.
La factoría de Columbus en Ohio fue seleccionada como la segunda línea de ensamblaje para el F-100D. El primer avión salido de esta fábrica fue el NA-224 número de serie 55-2734, que voló en 12 de junio de 1956. En tanto, los fallos de manejo de los Super Sabre se solucionaron progresivamente. La instalación del piloto automático mejorado, originalmente prevista para los F-100D de la 184 Ala de Cazabombarderos, se efectuó a las aeronaves de la 384 Ala. Los últimos 48 F-100D se construyeron con capacidad de despegue desde distancia cero (ZLL/ZLTO). El último F-100D salió la fábrica de Inglewood en agosto de 1959, mientras la producción en la factoría Columbus terminó en diciembre de 1957.
Las problemas de motor y del sistema de combustible del Super Sabre dieron lugar a que en 1962 se llevara a cabo un programa de modificaciones para cerca de 700 F-100D y F-100F. Se incluyó nuevo armamento no nuclear, una cabina revisada, y la eliminación del exceso de peso, completándose las modificaciones en 1965. Después los problemas siguieron, en especial en el posquemador y otros elementos de vital importancia.

#### Vietnam
El F-100D fue desplegado en Vietnam en febrero de 1964; el primer Super Sabre en entrar en acción fue un F-100D del 615 Escuadrón de Caza Táctico, que el 9 de junio efectuó misiones de ataque al suelo. El primero en ser derribado en combate fue el F-100D 56-3085, el 18 de agosto de 1964, sobre Laos. El 1 de abril de 1965, los F-100D tuvieron la oportunidad de enfrentarse en combate aire-aire contra los MiG norvietnamitas. El 4 de abril, los F-105 Thunderchief se aproximaban a su objetivo, escoltados por los F-100D, cuando cuatro cazas MiG-17 norvietnamitas interceptaron a la formación; los aviones de escolta no se dieron cuenta del peligro, pero los F-105 lograron efectuar por radio una llamada de alerta. No obstante, los cazas enemigos derribaron dos aeronaves.
En junio de 1967, cinco escuadrones de F-100 regresaron a los Estados Unidos. A pesar de las dificultades en el mantenimiento, los Super Sabre eran buenas aeronaves de ataque. Para las funciones de combate aéreo, el F-100 había sido superado notoriamente, sobre todo por el F-4 Phantom. Gradualmente, el F-100 fue sustituido por el F-105 y el F-4 en Vietnam. El último F-100D fue retirado del Sudeste Asiático en julio de 1971. Para entonces, fue retirado de todos los escuadrones.

### Francia

#### Guerra argelina
Los Super Sabre de la Fuerza Aérea francesa volaron misiones de combate, con ataques desde bases dentro de Francia contra objetivos en Argelia. Los aviones se encontraban en Reims, reabasteciéndose de combustible en Istres en el vuelo de regreso de los objetivos atacados en Argelia. El F-100 fue el principal bombardero en la Fuerza Aérea francesa durante la década de 1960, hasta que fue reemplazado por el SEPECAT Jaguar MK.1.

### Turquía

#### Crisis de Chipre
Las unidades F-100 de la Fuerza Aérea turca se utilizaron durante la invasión turca de Chipre en 1974. Junto con los Cazas F-104G Shtarfighter, proporcionaron apoyo aéreo cercano a las tropas terrestres turcas y bombardearon los objetivos alrededor de Nicosia.

#### Derribado por un Mirage F1 iraquí
El 14 de septiembre de 1983, un par de aviones de combate F-100F Super Sabre del 182 Filo "Atmaca" penetraron en el espacio aéreo iraquí. Un Mirage F1EQ de la Fuerza Aérea Iraquí consiguió interceptarlos en vuelo, logrando colocarse detrás de los Super Sabre, después de un segundo, el F1 logra enganchar a uno de los aviones, consiguiendo disparar un misil experimental de medio alcance francés Matra Súper R.530F-1. Uno de los aviones de combate turcos (s/n 56-3903) fue derribado y se estrelló en el valle de Zakho, cerca de la frontera turco-iraquí. El piloto del avión supuestamente sobrevivió al accidente y fue devuelto a Turquía. El incidente no fue hecho público por ninguna de las partes, aunque algunos detalles surgieron en años posteriores. El incidente fue revelado en 2012 por el ministro de Defensa turco İsmet Yılmaz, en respuesta a una pregunta parlamentaria del diputado del Partido Popular Republicano (CHP), Metin Lütfi Baydar, después de la caída de un F-4 Phantom II turco en Siria, en 2012.

### Taiwán
Taiwán recibió 119 F-100A, 4 RF-100A y 14 F-100F y perdió una serie de F-100A y F en el transcurso del servicio, pero nunca perdió un solo RF-100A en combate o accidente. Esos cuatro RF-100A nunca se habían enviado a una misión de reconocimiento en China continental, ya que en el mejor de los casos solo podían producir imágenes fotográficas de calidad mediocre. Además, después de cada hora de vuelo, el personal de tierra tenía que pasar más de cien horas en el mantenimiento de la aeronave. Todos los RF-100A se devolvieron a los Estados Unidos después de un año y 11 meses (1 de enero de 1959-1 de diciembre de 1960) en servicio con la ROCAF.

## Variantes

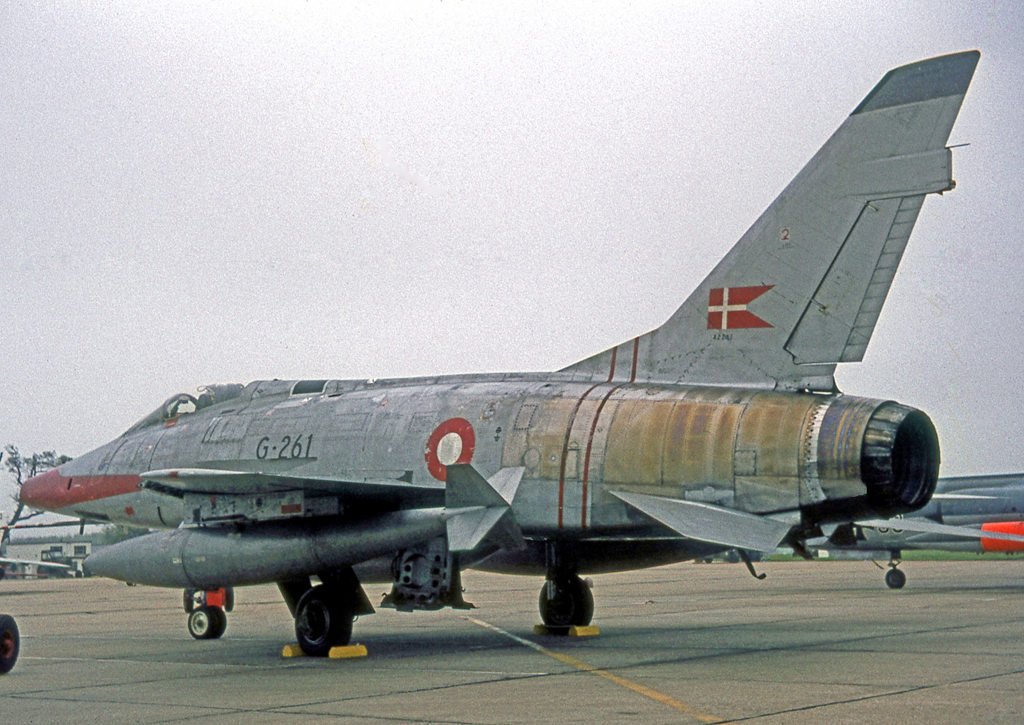
F-100D Super Sabre operativo de la Fuerza Aérea danesa en 1965.

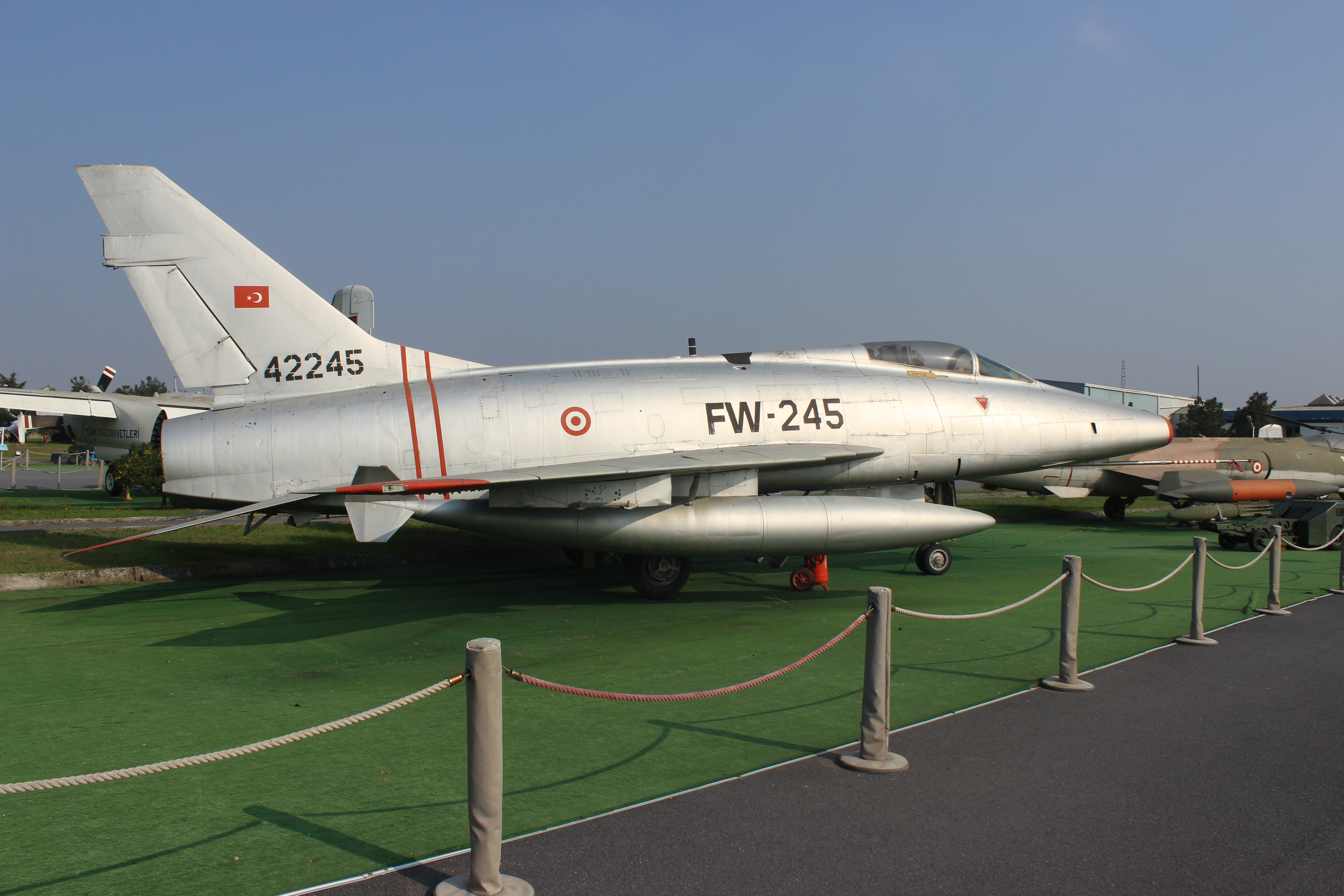
North American F-100 Super Sabre de la Fuerza Aérea turca exhibido en Estambul en el Museo de Aviación de Estambul, Turquía.

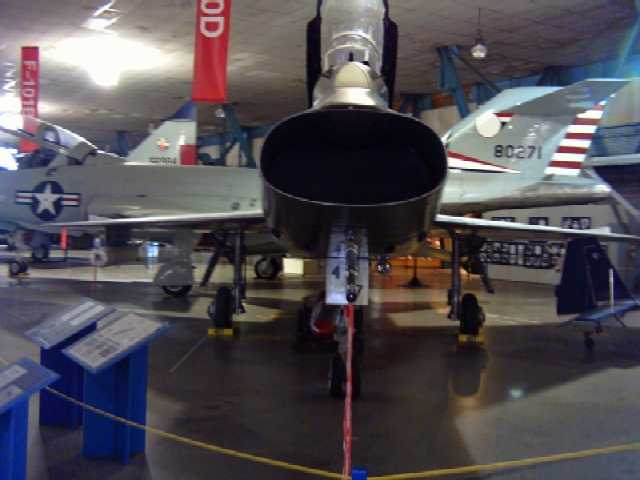
Foto del morro del modelo D, toma de aire ovalada.

YF-100A
Prototipo, modelo NA-180, dos construidos, s/n 52-5754 y 5755.
YQF-100
Nueve aparatos de versión no tripulada de pruebas: dos modelo D, un modelo F YQF-100F (ver DF-100F), y seis de otras versiones de pruebas.
F-100A
Caza diurno monoplaza: 203 construidos, modelo NA-192.
RF-100A ("Slick Chick")
Seis aviones F-100A modificados para reconocimiento fotográfico en 1954. Desarmados, con instalaciones de cámaras en bodega interior del fuselaje. Usado para realizar sobrevuelos de países del Bloque soviético en Europa y el Lejano Oriente. Retirado del servicio en la USAF en 1958, los cuatro aviones supervivientes fueron transferidos a la Fuerza Aérea de la República de China y fueron retirados en 1960.
F-100B
Ver North American F-107.
F-100BI
Versión propuesta de interceptación del F-100B, no pasó de la fase de maqueta.
F-100C
Setenta Model NA-214 y 381 Model NA-217. Depósitos de combustible adicionales en las alas, capacidad de cazabombardeo, capacidad de reabastecimiento en vuelo mediante cesta y sonda, motor mejorado J57-P-21 en aviones de producción tardíos. Primer vuelo: marzo de 1954; 476 construidos.
TF-100C
Un F-100C convertido en avión de entrenamiento biplaza.
F-100D
Cazabombardero monoplaza, más aviónica avanzada, alas y planos de cola mayores, flaps de aterrizaje. Primer vuelo: 24 de enero de 1956; 1274 construidos.
F-100F
Versión de entrenamiento biplaza, armamento reducido de cuatro a dos cañones. Primer vuelo: 7 de marzo de 1957; 339 construidos.
DF-100F
Esta designación fue dada a un F-100F que fue usado como director de drones.
NF-100F
Tres F-100F usados con propósitos de realización de pruebas, el prefijo "N" indica que las modificaciones impedían la vuelta al servicio regular operacional.
TF-100F
Designación específica danesa dada a 14 F-100F exportados a Dinamarca en 1974, para distinguirlos de los 10 F-100F entregados en 1959-1961.
QF-100
Otros 209 modelos D y F fueron ordenados y convertidos en drones y directores de drones FSAT (full scale aerial target, blanco aéreo a escala real) para realizar pruebas y ser destruidos por modernos misiles aire-aire usados por cazas a reacción contemporáneos de la Fuerza Aérea de los Estados Unidos.
F-100J
Versión de exportación todotiempo para Japón, no construida.
F-100K
Estudio de diseño no construido de un F-100F biplaza propulsado por un motor J57-P-55.
F-100L
Estudio de diseño no construido de un F-100D monoplaza propulsado por un motor J57-P-55.
F-100N
Versión no construida con aviónica simplificada para clientes de la OTAN.
F-100S
F-100F propuestos de construcción francesa con motores turbofán Rolls-Royce Spey.

## Operadores
Dinamarca
- Real Fuerza Aérea de Dinamarca

 Estados Unidos
- Fuerza Aérea de los Estados Unidos
- USAF Thunderbirds

 Francia
- Armée de l'air

 Taiwán (República de China)
- Fuerza Aérea de la República de China

 Turquía
- Fuerza Aérea Turca

## Galería

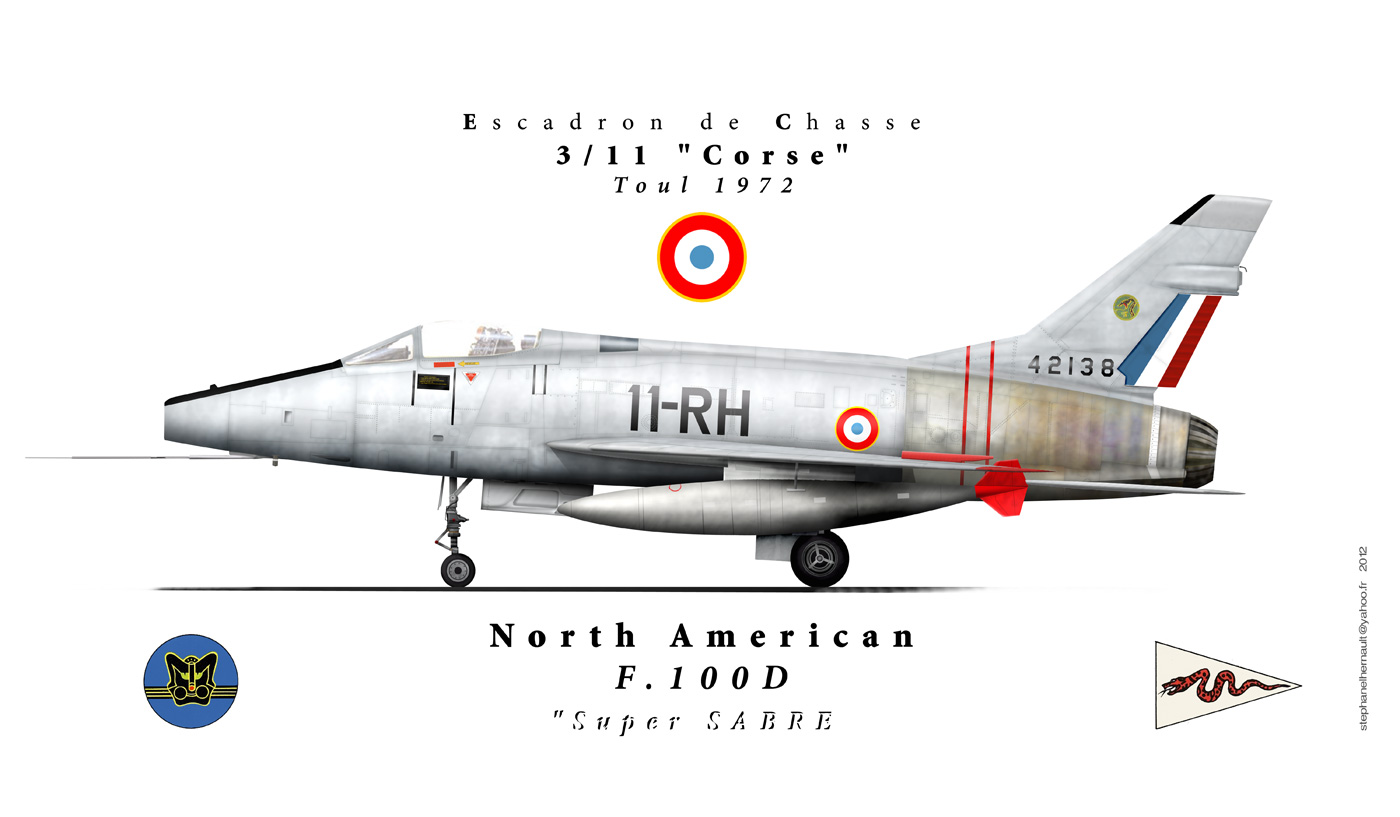
F-100D E.C 3/11 "Corse"
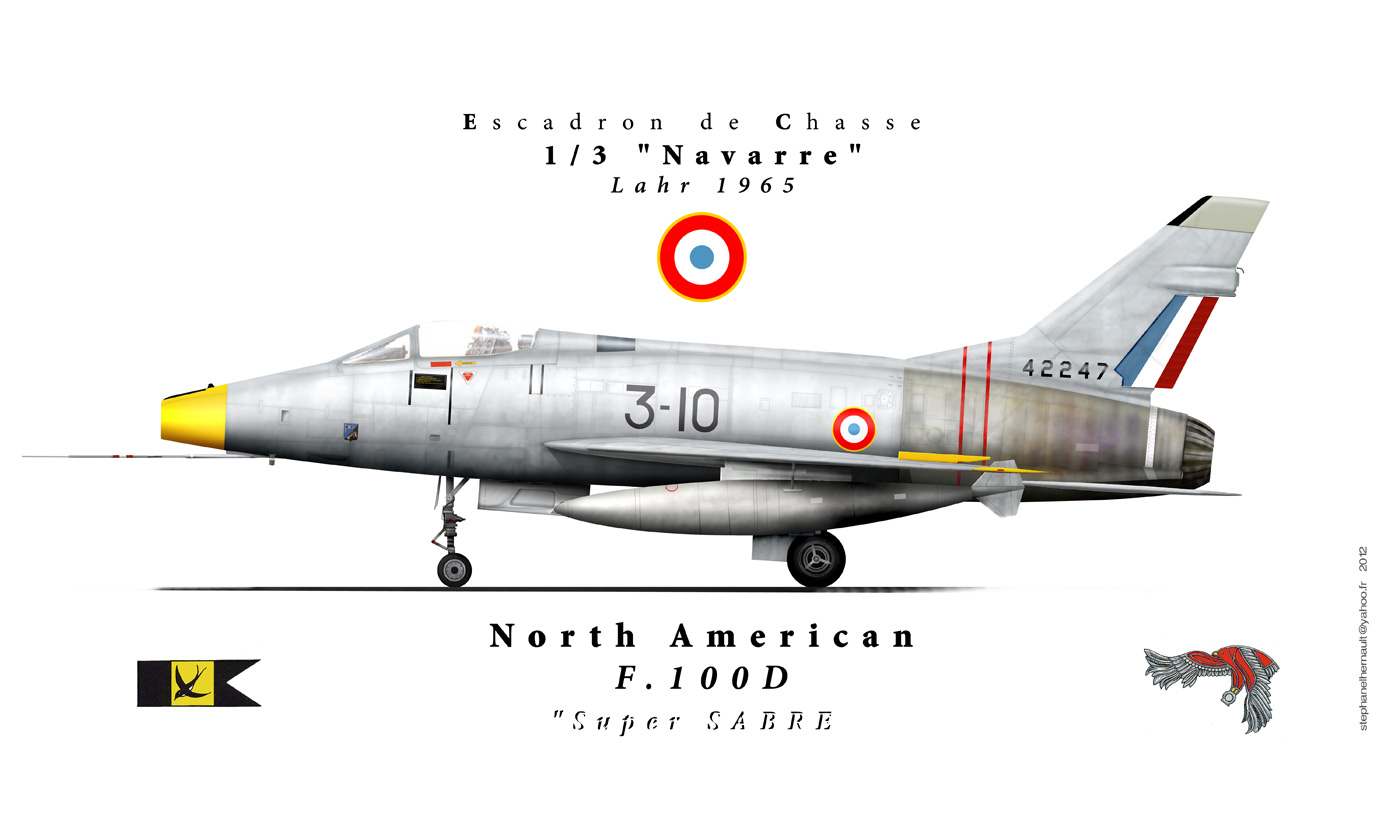
F-100D E.C 1/3 "Navarre"
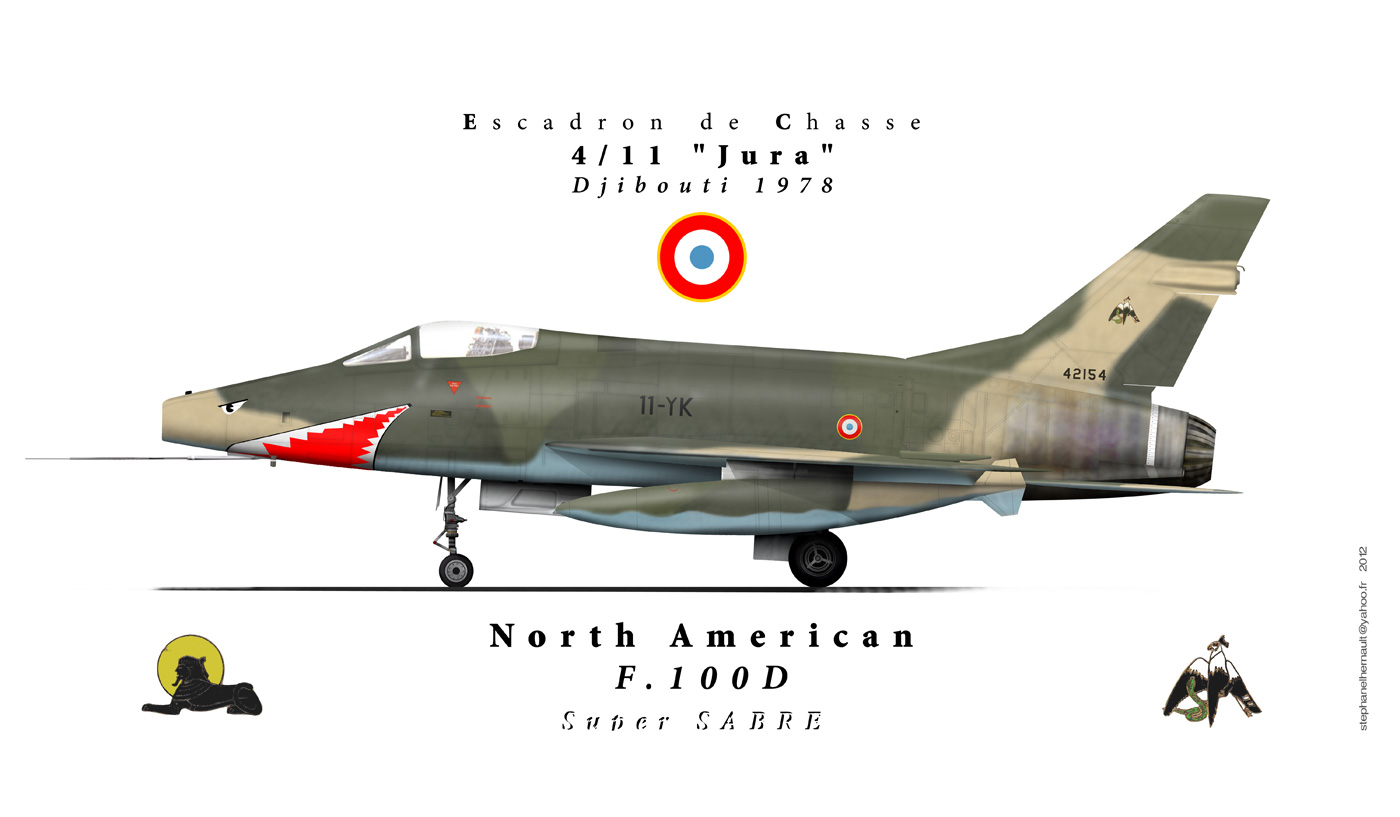
F-100D E.C 4/11 "Jura"
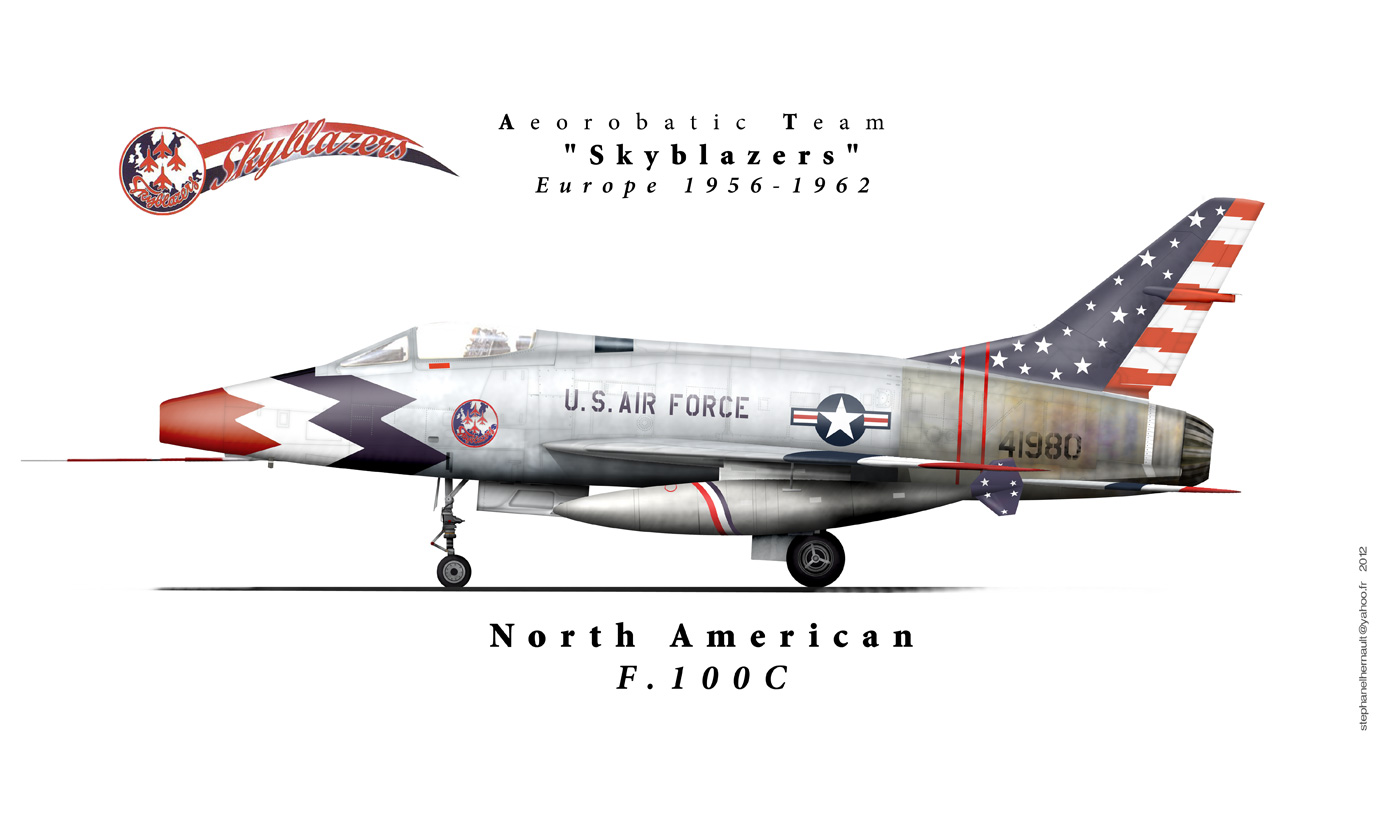
F-100C del Equipo Acrobático Skyblazers

## Especificaciones (F-100D)

### Características generales
- Tripulación: Uno (piloto)
- Longitud: 15,2 m (49,9 ft)
- Envergadura: 11,8 m (38,7 ft)
- Altura: 5 m (16,2 ft)
- Peso vacío: 9500 kg (20 938 lb)
- Peso cargado: 13 085 kg (28 839,3 lb)
- Peso máximo al despegue: 15 800 kg (34 823,2 lb)
- Planta motriz: 1× turborreactor Pratt & Whitney J57-P-21/21A.
  - Empuje normal: 45 kN (4589 kgf; 10 116 lbf) de empuje.
  - Empuje con postquemador: 71 kN (7240 kgf; 15 962 lbf) de empuje.

### Rendimiento
- Velocidad máxima operativa (Vno): 1376 km/h (855 MPH; 743 kt) (Mach 1,3) a 10 600 metros de altitud
- Alcance: 3210 km (1733 nmi; 1995 mi)
- Alcance en combate: 1072 km
- Techo de vuelo: 15 000 m (49 213 ft)
- Régimen de ascenso: 114 m/s (22 441 ft/min)
- Carga alar: 352 kg/m² (72,1 lb/ft²)
- Empuje/peso: 0,55

### Armamento
- Armas de proyectiles: 

  - 4x cañones Pontiac T-160/M-39 de 20 mm, con 200 disparos cada uno
- Bombas: bombas nucleares como las Mk 7, Mk 28EX, Mk 28RE, Mk 43, TX-43 y TX-43X1; las cargas convencionales pueden incluir seis bombas de 340 kg (750 libras) o cuatro de 453,5 kg (1000 libras); además podía llevar cohetes aire-tierra
- Cohetes: 

  - 2× o 4× contenedor de cohetes no guiados LAU-3/A de 70 mm[5]
- Misiles: 

  - 4x AIM-9 Sidewinder (versiones B, E, E-2) en 2 soportes debajo de la unión del ala con el fuselaje o
  - 2× AGM-12 Bullpup

### Aviónica
- Piloto automático Minneapolis-Honeywell MB-3.[6]
- Sistema de bombardeo a baja altitud AN/AJB-1B.[6]
- Alertador radar trasero AN/APR-26.[6]

## Aeronaves relacionadas

### Desarrollos relacionados
- North American F-86 Sabre
- North American FJ-4 Fury
- North American F-107

### Aeronaves similares
- Vought F-8 Crusader
- Dassault Étendard IV
- Dassault Super Mystère
- Mikoyan-Gurevich MiG-19

### Secuencias de designación
- Secuencia NA-_ (interna de North American): ← NA-177 - NA-178 - NA-179 - NA-180 - NA-181 - NA-182 - NA-183 -- NA-189 - NA-190 - NA-191 - NA-192 - NA-193 - NA-194 - NA-195 -- NA-208 - NA-209 - NA-210 - NA-211 - NA-212 - NA-213 - NA-214 - NA-215 - NA-216 - NA-217 - NA-218 - NA-219 - NA-220 - NA-221 - NA-222 - NA-223 - NA-224 - NA-225 - NA-226 - NA-227 - NA-228 - NA-229 - NA-230 - NA-231 - NA-232 - NA-233 - NA-234 - NA-235 - NA-236 - NA-237 - NA-238 -- NA-240 - NA-241 - NA-242 - NA-243 - NA-244 - NA-245 - NA-246 - NA-247 - NA-248 - NA-249 - NA-250 - NA-251 - NA-252 - NA-253 - NA-254 - NA-255 - NA-256 - NA-257 - NA-258 - NA-259 - NA-260 - NA-261 - NA-262 - NA-263 - NA-264 - NA-265 →
- Secuencia F-_ (Cazas (Fighter) del USAAC/USAAF/USAF, 1924-1962): ← F-97 - F-98 - F-99 - F-100 - F-101 - F-102 - XF-103 →